# Фернандо III (Кастилия)
Фернандо III Кастилски (на испански: Fernando III de Castilla, el Santo; * 5 август 1199, Замора, Испания; † 30 май 1252, Севиля, Испания) е крал на Кастилия, Толедо от 1217 година; крал на Леон и Галисия от 1230 година. Канонизиран е за светец през 1671 г. от Католическата църква.

## Произход
Той е големият син на Алфонсо IX от втория му брак с Беренгела I Кастилска.

## Управление
Фернандо окончателно обединява в свои ръце Кастилия, Леон и Галисия в единно Кралство Кастилия и Леон. По време на своето управление Фернандо ІІІ активно провежда Реконкистата, завоювайки практически всички мюсюлмански държави в южната част на Пиренейския полуостров и присъединявайки ги към своите владения.
Фернандо ІІІ се жени за Елизабет фон Хоенщауфен, известна още и като Беатрис Швабска (на испански: Beatriz de Suabia), германска принцеса, дъщеря на германския крал и швабски херцог Филип и на византийската принцеса Ирина Ангелина. По майчина линия Елизабет е внучка на византийския император Исак II Ангел. Сватбата им е отпразнувана в края на ноември 1219 г. в манастира Сан Соило, близо до Карион де лос Кондес, Кастилия.
През 1235 г. умира кралица Елизабет фон Хоенщауфен. Обезпокоена, че племенникът ѝ може да бъде въвлечен в съюз срещу Франция, Бланш Кастилска решава да го ожени повторно, но този път за френска благородничка. Изборът на кралицата пада върху Жана дьо Дамартен, чиято ръка е предложена на Фернандо III. Бракът между двамата е сключен през 1237 г. С този брак Бланш постига гаранции, че обширните владения на Жана няма да попаднат в ръцете на френските противници. Освен това Фернандо III вече има наследници от първия си брак, с което вероятността владенията на Жана да станат някога собственост на кастилската корона става почти нищожна.
През 1239 г. умира бащата на Жана и тя наследява от него графската титла на Омал. През 1251 умира и майка ѝ, след което към владенията на Жана са присъединени графствата Понтио и Монтрьой. Въпреки това Жана живее постоянно в Кастилия при съпруга си и неотменно го съпровожда навсякъде в кралството.

## Деца
Елизабет ражда на Фернандо III девет деца:
- Алфонсо X (1221 – 1284), крал на Кастилия и Леон
- Федрик Кастилски (1223 – 1277), екзекутиран по заповед на брат му Алфонсо X
- Фернандо Кастилски (1225 – 1245/1248)
- Леонор Кастилска (* 1226)
- Беренгела Кастилска (1228 – 1289)
- Енрике Кастилски (1230 – 1303)
- Филипе Кастилски (1231 – 1274), архиепископ на Севиля
- Санчо Кастилски (1233 – 1261), архиепископ на Толедо
- Мануел Кастилски (1234 – 1283)

От брака на Жана и Фернандо III се раждат четирима сина и една дъщеря:
- Фердинанд дьо Понтио (1236 – 1265)
- Леонор (Елинор) Кастилска (1241 – 1290), кралица на Англия чрез брака си с английския крал Едуард I
- Луис (1243 – 1275)
- Симон († 1244)
- Хуан († 1245)